# Ju Ji-hoon
Joo Young-hoon mais conhecido pelo nome artístico Ju Ji-hoon (hangul: 주지훈; rr: Ju Ji-hun; nascido em 16 de maio de 1982) é um ator e modelo sul-coreano. Ele iniciou sua carreira artística como modelo em 2003 e em 2006, fez sua estreia como ator através do drama televisivo Princess Hours. Desde então, seus outros trabalhos notáveis incluem Antique (2008), Along with the Gods: The Two Worlds (2017) e sua sequência, The Spy Gone North e Dark Figure of Crime (2018) no cinema. Além de The Devil (2007), Mask (2015) e Kingdom (2019) na televisão.

## Filmografia

### Filme
| Ano  | Título                                | Papel           |
| ---- | ------------------------------------- | --------------- |
| 2008 | Antique                               | Kim Jin-hyeok   |
| 2009 | The Naked Kitchen                     | Park Du-re      |
| 2012 | I Am the King                         | Yi Do/Deok-chil |
| 2013 | Marriage Blue                         | Kyung-soo       |
| 2014 | Love Suspicion                        | Kang-han        |
| 2014 | Confession                            | In-chul         |
| 2015 | The Treacherous                       | Im Soong-jae    |
| 2016 | Asura: The City of Madness            | Moon Sun-mo     |
| 2017 | Along with the Gods: The Two Worlds   | Hae Won-maek    |
| 2018 | Along with the Gods: The Last 49 Days | Hae Won-maek    |
| 2018 | The Spy Gone North                    | Manager Jung    |
| 2018 | Dark Figure of Crime                  | Kang Tae-oh     |
| 2023 | Ransomed                              | Kim Pan-su      |

### Televisão
| Ano       | Título           | Papel                       | Emissora |
| --------- | ---------------- | --------------------------- | -------- |
| 2006      | Princess Hours   | Príncipe herdeiro Lee Shin  | MBC      |
| 2007      | The Devil        | Oh Seung-ha                 | KBS2     |
| 2012      | Five Fingers     | Yoo Ji-ho                   | SBS      |
| 2013      | Medical Top Team | Han Seung-jae               | MBC      |
| 2015      | Mask             | Choi Min-woo                | SBS      |
| 2019-2020 | Kingdom          | Príncipe herdeiro Lee Chang | Netflix  |
| 2019      | Item             | Kang Gon                    | MBC      |
| 2020      | Hyena            | Yoon Hee-jae                | SBS      |

### Participações em vídeo musicais
| Ano  | Título da canção | Artista                         | Ref.  |
| ---- | ---------------- | ------------------------------- | ----- |
| 2012 | "처연"           | Lowdown 30                      |       |
| 2014 | "Fxxk U"         | Gain com participação de Bumkey | [ 4 ] |